# Sant Pere Sallavinera
Sant Pere Sallavinera település Spanyolországban, Barcelona tartományban. Lakosainak száma 158 fő (2024).

## Földrajza
Sant Pere Sallavinera Aguilar de Segarra, La Molsosa, Sant Mateu de Bages, Els Prats de Rei, Calaf és Calonge de Segarra községekkel határos.

## Népesség
A település lakosságának változását az alábbi diagram mutatja:
| Lakosok száma | 135  | 268  | 426  | 302  | 194  | 156  | 171  | 162  | 152  | 158  |
|               | 1717 | 1887 | 1936 | 1960 | 1986 | 2004 | 2009 | 2014 | 2019 | 2024 |